# Елизаветовка (Полтавская область)
Елизаветовка (укр. Єлизаветівка) — село,
Петро-Давыдовский сельский совет,
Диканьский район,
Полтавская область,
Украина.
Код КОАТУУ — 5321084503. Население по переписи 2001 года составляло 21 человек.

## Географическое положение
Село Елизаветовка находится у истоков реки Гараганка,
ниже по течению примыкает село Марченки.
Река в этом месте пересыхает, на ней сделана небольшая запруда.

## Экономика
- Птице-товарная ферма.